# Nestor Ivanovič Mahno
Nestor Ivanovič Mahno (tudi Očka Mahno; ukrajinsko Нестор Іванович Махно, rusko Не́стор Ива́нович Махно́), ukrajinski anarho-komunist, gverilec in politik, * 26. oktober 1888, † 6. julij 1934.
Sprva je bil poveljnik gverilskih sil. Med rusko državljansko vojno je postal poveljnik samostojne anarhistične vojske v Ukrajini. Kot poveljnik kmečke Revolucionarne vstajenske vojske Ukrajine (znana tudi kot Mahnovščina in Anarhistična črna vojska) je med rusko državljansko vojno vodil gverilsko kampanjo, pri čemer je prvotno podpiral boljševike, nato Ukrajinski direktorij, nato ponovno boljševike, nakar pa se je prizadeval za ustanovitev Svobodnega teritorija (oz. ozemlja) v Ukrajini; slednji naj bi bil idealistična anarhistična skupnost brez državne avtoritete. Svobodno ozemlje je obstajalo med 1917 in 1921 in je štelo približno 7 miljonov Ukrajincev. Med državljansko vojno je tako imenovana črna armada oziroma Revolucionarna Ustajniška Vojska Ukraine sodelovala z rdečo armado v vojaških pohodih proti beli armadi. Mahno je bil nasprotnik boljševikov in njihovih totatlitarnih metod. Leta 1921 so boljševiki odredili napad na črno armado zaradi čedalje več prebegov članov rdeče armade k črni in grožnje črne armade sovjetskemu režimu. Zaradi nenandnega napada in slabše opreme je bila črna armada poražena in svobodna ozemlja zavzeta.
Za tuberkolozo je leta 1934 umrl v izgnanstvu, v Parizu.
Velja za izumitelja tačanke (težki mitraljez na konjskem vozu).